# Javier Indalecio Barraza
Javier Indalecio Barraza (Salta, en Argentine) est un avocat, conseiller et docteur en droit de l’université de Buenos Aires. Il est titulaire d'un master en droit public et master en droit, économie et gestion, mention régulation des services publics, diplôme octroyé par l’université de Paris X et Carlos III de Madrid.
Il est considéré comme l’un des plus distingués représentants de la nouvelle génération du droit public argentin (es). Ses théories modernes sur le droit public, en particulier sur le droit administratif et fiscal, ont été l’objet d’étude d’une grande partie de la doctrine[pas clair] et elles ont été accueillies favorablement par certains tribunaux de l’Argentine et de l’étranger. 
Barraza est également conseiller de la présidence de la Nation et assesseur de l’Assemblée constituante de la ville de Buenos Aires (1996).

## Activité académique
Il a été professeur titulaire de droit administratif du Cours de troisième cycle de spécialisation en documentation juridique et techniques législatives, à la Faculté de Droit de l’université catholique argentine. Actuellement, il est professeur associé de droit politique à la Faculté de sciences juridiques de l’université du Salvador. Professeur adjoint régulier de droit administratif à la Faculté de droit de l’université de Buenos Aires. Professeur adjoint de droit politique à la Faculté de Sciences juridiques et Politiques de l’université du Musée social argentin. Il est, également, professeur adjoint de théorie de l’État à la Faculté de droit de l’université de Buenos Aires. Tous ces postes ont été obtenus par concours. De même, il est chercheur affecté à l'Institut de recherche juridique et sociale «Ambrosio Gioja» de la Faculté de droit de l’université de Buenos Aires. Membre du Conseil Assesseur du Centre d’études en droit public et gouvernement de la République d'Équateur. Directeur de la revue Administration et droit.

## Théories juridiques
La pensée de Barraza a été vraiment influente dans le domaine du droit administratif.
Sa conception originale sur le principe de hiérarchie représente une rupture sur les notions traditionnelles d’instruire et contrôler; de même, elle a suscité une forte polémique sur les principes juridiques de l'organisation administrative et sur les caractéristiques requises pour accéder à un poste de cadre dans l'Administration publique. 
Il a aussi élaboré une nouvelle théorie sur la construction générale de la responsabilité extracontractuelle de l’État.
En plus, il a formulé une approche différente sur la responsabilité de l'État par son activité judiciaire, en particulier, en ce qui concerne les indemnisations des préjudices issus de la garde à vue.
Dans d’autres domaines, sa conception particulière sur la procédure administrative et sa vision critique sur les recours administratifs l'ont mené à proposer des nouvelles idées sur le système, qu’il considère obsolète.

## Projets normatifs
Il a participé dans nombreuses commissions de rédaction des projets de loi. Ses contributions principales sont : ses apports pour la création d'un Conseil d'État pour la République argentine, l’introduction d’une modification à l’institution du Défenseur du Peuple et sa proposition visant à la création d’un Code contentieux administratif.
En plus, ses contributions théoriques pour modifier le système de la fonction publique ont été à l'origine de diverses polémiques, en tant qu'il considère qu'il s'agit d'un système qui favorise l'arbitraire et le népotisme.

## Une candidature
En 2004, pour ses apports dans le domaine de la science juridique par rapport au défenseur du peuple de la ville de Buenos Aires, il a été proposé pour cette fonction par différents groupes académiques. Pourtant, la corruption existante en Argentine a fait échouer sa candidature, à cause de la désignation de personnes provenant des endroits politiques partisans. Cette situation a motivé à Barraza à retirer sa candidature. 

## Prix
Barraza a reçu en 1996 le prix biennal de droit administratif de l’ordre des avocats de la ville de Buenos Aires. 

## Ouvrages juridiques
Il a écrit vingt livres et plus de deux cents articles, publiés dans les revues juridiques spécialisées de la République argentine et d’autres pays d’Amérique et d'Europe. Parmi ses livres les plus remarquables, on peut citer les suivants :
– Manuel de droit administratif, Buenos Aires, La Ley, 2005 ;
– Manuel de droit politique, Buenos Aires, La Ley, 2004 ;
– Responsabilité extracontractuelle de l’État, Buenos Aires, La Ley, 2003.
– Le Chef du Cabinet de Ministres, Buenos Aires, Abeledo-Perrot, 1999.
– Le Contrôle de l’Administration publique, Buenos Aires, Abeledo Perrot, 1995.

## Activité littéraire
Il a fondé le groupe littéraire «Plenitud», ayant pour but la rupture des schémas structurels de la poésie; de même, il a publié quatre livres de poésie.